# جورج ميلفيل بيكر
جورج ميلفيل بيكر (بالإنجليزية: George Melville Baker)‏ هو كاتب مسرحي وكاتب أمريكي، ولد في 2 يوليو 1832 في بورتلاند في الولايات المتحدة، وتوفي في أكتوبر 1890 في بارنستابل في الولايات المتحدة بسبب فقر الدم.